# セルヒオ・アルバレス・ディアス
セルヒオ・アルバレス・ディアス（Sergio Álvarez Díaz  ,  1992年1月23日 - ）は、スペイン・アストゥリアス州アビレス出身のプロサッカー選手。セグンダ・ディビシオン・SDエイバル所属。ポジションはMF。

## 来歴
2004年にスポルティング・デ・ヒホンのカンテラに入団。17歳の2009年にBチームに昇格し、セグンダ・ディビシオンBでプロデビュー。2009-10シーズン終盤にプリメーラ・ディビシオンに復帰して2シーズン目を迎えていたトップチームに昇格し、2010年5月10日のラシン・サンタンデール戦で、トップリーグデビューを果たした。
その後ヒホンは、2011-12シーズンを19位で終え、セグンダ・ディビシオンに降格するも、アルバレスは下部リーグでも主力として活躍し、2015年7月に2019年までの契約に合意。2015-16、2016-17シーズンは再びトップリーグでプレーした。
2018年7月25日、SDエイバルと4年契約を締結した。